# داشخانه (مشهد)
داشخانه (مشهد)، روستایی از توابع بخش احمدآباد شهرستان مشهد در استان خراسان رضوی ایران است.

## جمعیت
این روستا در دهستان سرجام قرار دارد و براساس سرشماری مرکز آمار ایران در سال ۱۳۸۵، جمعیت آن ۲۴۱ نفر (۶۰خانوار) بوده‌است.

## موقعیت
روستای داشخانه در کیلومتر35 جاده مشهد-نیشابور در مجاورت ایستگاه راه آهن تربت قرار دارد.

### کشاورزی
به دلیل خشک شدن قنات کشاورزی در این روستا به صورت دیم انجام میشود.

#### اعضای شورای اسلامی
- محمد مهدی بختیاری
- محمدرضا رفیعی
- رمضانعلی براتی

#### دهیار
مهدی رمضانی